# Gone Country
"Gone Country" é o título de uma canção escrita por Bob McDill e gravada pelo artista country Alan Jackson. Foi lançada em novembro de 1994 como o terceiro single de seu quarto álbum de estúdio, Who I Am. Tal como aconteceu com os dois primeiros singles desse álbum ("Summertime Blues" e "Livin' on Love"), "Gone Country" alcançou o topo da Billboard Hot Country Singles & Tracks (atual Hot Country Songs), uma posição que ocupou por uma semana.

## Conteúdo
"Gone Country" serviu como comentário para o cenário musical country, ilustrando três exemplos de outros cantores (um cantor lounge em Las Vegas de Long Island, Nova York, um folk rocker, e um "sério compositor educado na voz e composição" que vive no Vale de San Fernando), os quais acham que suas respectivas carreiras estão falhando, e, como resultado, decidem começar a cantar a música country em seu lugar. Alan Jackson disse sobre a música: "Bob McDill escreveu isso e ele é um dos meus escritores favoritos de sempre. Quando ouvi pela primeira vez essa música, eu me apaixonei por ela. Gostaria de ter escrito isso, pois diz muitas coisas que eu gostaria de dizer. Eu acho que é apenas uma canção divertida para, na verdade, celebrar como a música country tornou-se mais difundida e aceita por todos os tipos de pessoas em todo o país". 

## Recepção crítica
Deborah Evans Price da revista Billboard analisou a canção favoravelmente, dizendo que era "a música country mais comentada do ano, e merecidamente." Ela prossegue dizendo que "é uma ode a todos os aventureiros que fluem de Music City. Musicalmente, detona".

## Posições nas paradas
| Parada (1994–1995)                           | Melhor posição |
| -------------------------------------------- | -------------- |
| Canada Country Tracks (RPM)                  | 2              |
| Estados Unidos (Billboard Hot Country Songs) | 1              |

### Paradas de fim de ano
| Parada (1995)               | Posição |
| --------------------------- | ------- |
| Canada Country Tracks (RPM) | 55      |